# NGC 1042
NGC 1042 (другие обозначения — MCG -2-7-54, IRAS02379-0838, PGC 10122) — спиральная галактика с перемычкой (SBc) в созвездии Кит.
Этот объект входит в число перечисленных в оригинальной редакции «Нового общего каталога».
Галактика входит в состав скопления галактик, самым крупным членом которого является NGC 1052. В NGC 1042 обнаружено активное галактическое ядро низкой светимости, получающее энергию от аккрецирующей чёрной дыры с массой менее 3×106 M⊙. Наличие центральной чёрной дыры необычно для галактики без балджа.
Галактика NGC 1042 входит в состав группы галактик NGC 1052. Помимо NGC 1042 в группу также входят ещё 10 галактик.
Галактика NGC 1042 входит в состав группы галактик NGC 1084. Помимо NGC 1042 в группу также входят ещё 14 галактик.